# Katrina & The Nameless
Katrina & The Nameless deltog i den svenska Melodifestivalen 2005 med melodin "As If Tomorrow Will Never Come". Konstellationen kallade sig först för Katrina & The New Wave, men efter påtryckningar från Katrinas gamla band the Waves bytte de namn.